# Összetört szívek
Az Összetört szívek (eredeti cím: Kalp Yarası) 2021 és 2022 között bemutatott török drámasorozat, amit Yıldız Hülya Bilban rendezett. A főbb szerepekben Gökhan Alkan és Yağmur Tanrısevsin látható.
Törökországban 2021. június 28-tól 2022. február 21-ig sugározta az ATV.
Magyarországon 2022. szeptember 26-tól 2023. március 24-ig sugározta a TV2.

## Cselekmény
A tehetős Ferit Sancakzade éppen az esküvőjére készül, amikor három nappal az esküvő előtt tetten éri menyasszonyát, Handét, hogy a gyerekkori barátjával, Yamannal csókolózik. 
Ferit és Ayşe szerelmesek, de a két antakyai család mélyen gyökerező, végtelen konfliktusa miatt az életük megváltozik.

## Szereplők
| Színész             | Szereplő                                                                | Magyar hang      |
| ------------------- | ----------------------------------------------------------------------- | ---------------- |
| Gökhan Alkan        | Ferit Sancakzade ügyvéd                                                 | Szatory Dávid    |
| Yağmur Tanrısevsin  | Ayşe Yılmaz Sancakzade, Ferit felesége                                  | Gyöngy Zsuzsa    |
| Merve Çağıran       | Hande Varoğlu, Ferit menyasszonya, később Yaman második felesége        | Gáspár Kata      |
| Toprak Can Adıgüzel | Yaman Sancakzade, Adnan és Feraye fia                                   | Csiby Gergely    |
| Şenay Gürler        | Azade Sancakzade, Ferit és Sinan édesanyja                              | Kovács Nóra      |
| Rıza Akın           | Hüseyin Varoğlu, Hande édesapja                                         | Rosta Sándor     |
| Yonca Şahinbaş      | Vedia Sancakzade, Adnan sógornője, Yaman nagynénje                      | Tarr Judit       |
| İnanç Konukçu       | Sinan Sancakzade, Ferit bátyja                                          | Bozsó Péter      |
| Burçin Abdullah     | Leman Sancakzade, Sinan felesége                                        | Kelemen Kata     |
| Naz Sayıner         | Müge Sancakzade, Sinan és Leman lánya                                   | Pekár Adrienn    |
| Melih Çardak        | Bahtiyar Ağa                                                            | Borbiczki Ferenc |
| Zehra Yılmaz        | Betül, Yaman első felesége                                              | Sallai Nóra      |
| Bora Cengiz         | Mirza Tekin, orvos, aki megmenti a Hande által megmérgezett Ayşe életét |                  |
| Nilsu Berfin Aktaş  | Pınar, Yaman húga                                                       | Csifó Dorina     |
| İrem Altuğ          | Feraye Uysal, Yaman és Pınar édesanyja, Vedia nővére                    | Bognár Anna      |
| Kemal Burak Alper   | Baha Yalçın                                                             |                  |
| Nail Kırmızıgül     | İhsan Sancakzade, Adnan öccse                                           | Vida Péter       |
| Zeynep Köse         | Saadet nővér                                                            |                  |
| Mahir Günşiray      | Adnan Sancakzade, Ferit, Sinan és Yaman apja                            | Kőszegi Ákos     |
| Meltem Gülenç       | Zümrüt Varoğlu, Hande édesanyja                                         | Udvarias Anna    |
| Zeynep Güldoğan     | Elif, Ayşe unokatestvére                                                |                  |
| İştar Gökseven      | Şahin Avcı, Ayşe és Elif nagyapja                                       | Végh Péter       |
| Rıza Uzunkaya       | Can                                                                     |                  |

## Évados áttekintés
| Évad | Évad | Török epizódok száma | Magyar epizódok száma | Eredeti sugárzás | Eredeti sugárzás  | Eredeti sugárzás | Magyar sugárzás      | Magyar sugárzás   | Magyar sugárzás |
| Évad | Évad | Török epizódok száma | Magyar epizódok száma | Évadpremier      | Évadfinálé        | Eredeti adó      | Évadpremier          | Évadfinálé        | Magyar adó      |
| ---- | ---- | -------------------- | --------------------- | ---------------- | ----------------- | ---------------- | -------------------- | ----------------- | --------------- |
|      | 1.   | 32                   | 107                   | 2021. június 28. | 2022. február 21. |                  | 2022. szeptember 26. | 2023. március 24. |                 |